# Галантна доба

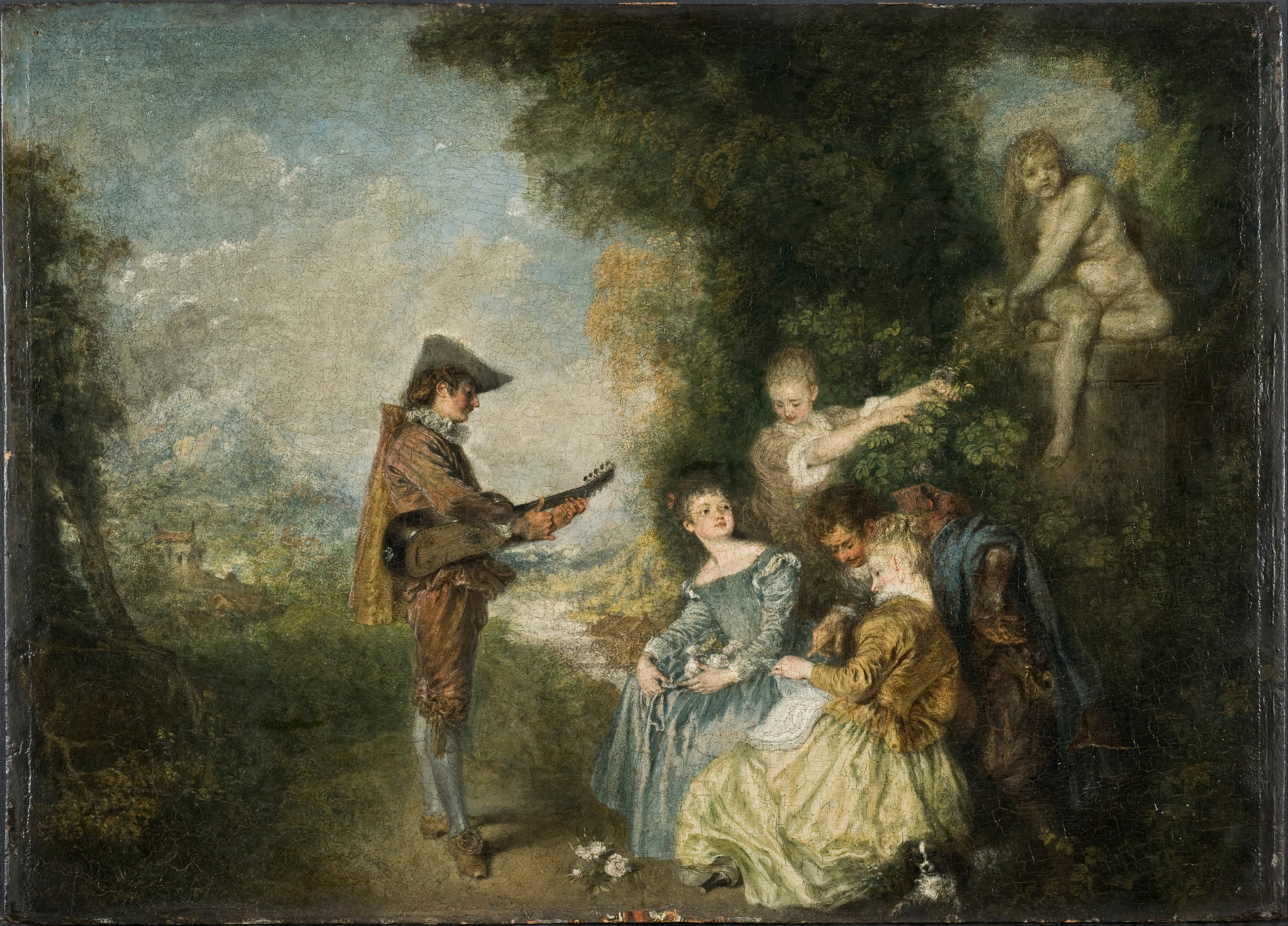
Антуан Ватто. Урок кохання

«Гала́нтна доба» (фр. Fête galante фр. вимова: [fɛːt ɡalɑ̃t]) — період європейської історії, що охоплює більшу частину XVIII століття. Частково збігається в часі з добою Просвітництва, але на відміну від неї визначається не стільки за ідейними, скільки за культурними ознаками, способом життя, модою і мистецькими смаками сучасників. У Франції терміном «галантна доба» зазвичай позначають час правління Людовика XV (включно з Добою Регентства).

## Походження терміна
Французьке слово «galante» — тобто «ґречний», «надзвичайно ввічливий» — спочатку мав значення «приносити задоволення». Під галантністю у XVIII столітті розуміли не лише бездоганні манери, але й вміння отримувати насолоду від життя без праці і турбот — лише таке життя вважали гідним «справжнього шляхтича».

## Головні риси епохи
На початку XVIII століття європейські абсолютні монархії набули показового блиску і водночас своєрідної вишуканості та витонченості. Більшість європейських володарів не прагнули жодних змін, адже були цілком задоволені своїм становищем і намагалися лише зберегти непорушність «старого порядку». Ті ж настрої панували й серед шляхти, яка втратила залишки незалежності від королівської влади, але міцно трималася за свої станові привілеї, що відокремлювали її від решти суспільства.
Феєрверки, маскаради з численними перевдяганнями та інші «галантні» розваги і справді мали перетворити життя панівної верстви на суцільне свято. Монархи, як могли, заохочували ці прагнення — на утримання своїх дворів європейські володарі витрачали зазвичай більше грошей, аніж на військо. Збиралася шляхта не лише в палаці володаря. Представники вищої знаті влаштовували бали і зустрічі для обміну новинами та неквапливих розмов у своїх приватних оселях, з часом такі збори отримали назву салонів («салон» з французької — «вітальня»). У гонитві за задоволеннями й самі королі намагалися не обтяжувати себе управлінськими клопотами. За правління Людовика XV державними справами Франції керував спочатку кардинал Андре Флері, а потім королівська коханка, або ж, як тоді говорили, фаворитка — маркіза де Помпадур. У Саксонії та Речі Посполитій за правління Августа III владу в своїх руках зосередив Генріх Брюль, в Данії — коханець королеви Кароліни Матильди Йоганн Фрідріх Струензе, в Росії від імені племінниці Петра I — імператриці Анни — урядував її фаворит Ернст Бірон.
За Галантної доби розквітли декоративне мистецтво, розваги та мода. Тогочасний модний одяг був немовби створений для нероб — на високих підборах і у вузьких камзолах з пишними жабо було надзвичайно важко не лише працювати, а й просто швидко рухатися. Улюбленим напоєм панівної верхівки став шоколад, він не бадьорив, як кава чи чай, а заспокоював та розслаблював. Поширення набули стільці з м'якими сидіннями та спинкою. Шляхетські та купецькі оселі ставали просторішими й ошатнішими, їх прикрашали дзеркалами, картинами та порцеляною. Порцеляну здавна завозили з Далекого Сходу, проте в 1709 році секрет її створення самостійно відкрив алхімік Августа Сильного Йоганн Беттгер. Тож порцеляновий посуд та фігурки почали виготовляти спочатку в Саксонії, а потім і в інших європейських державах.

## Мистецтво Галантної доби
З початком Галантної доби змінилися й мистецькі смаки. Класицизм тепер вважали занадто нудним, модним знову стало бароко. У музиці бароко сягнуло нових вершин у творчості Антоніо Вівальді, Георга Генделя і Йоганна Себестьяна Баха. Невдовзі виник і цілком новий, «грайливий» стиль — рококо (від французького слова «рокайль» — «завиток», «мушля»). Його творці й справді намагалися уникати прямих ліній та віддавали перевагу витонченим прикрасам, що іноді нагадували театральні декорації. У Німеччині рококо навіть дістало назву «стиль перук» (нім. Perückenstil). Від бароко рококо відрізнялося легкістю, невимушеністю, зосередженістю на приватному житті і особистих почуттях. У живописі яскраві та контрастні кольори поступилися пастельним — рожевому, бузковому, блакитному, салатовому. Найвидатнішими художниками цієї доби вважають італійця Джованні Тьєполо та француза Антуана Ватто. Героями картин Ватто є здебільшого актори або ж шляхетні дами і кавалери, які ведуть безтурботне життя, сповнене ігор, радощів та кохання. Непривабливих сторін життя для митців рококо немовби й не існувало.